# Lijst van nummer 1-hits in Polen in 2023
Deze hits stonden in 2023 op nummer 1 in de Polish Airplay Chart, de bekendste hitlijst in Polen.
| Datum        | Artiest                       | Titel              |
| ------------ | ----------------------------- | ------------------ |
| 7 januari    | Meghan Trainor                | Made You Look      |
| 14 januari   | Michael Patrick Kelly & Rakim | Wonders            |
| 21 januari   | Michael Patrick Kelly & Rakim | Wonders            |
| 28 januari   | Michael Patrick Kelly & Rakim | Wonders            |
| 4 februari   | Miley Cyrus                   | Flowers            |
| 11 februari  | Miley Cyrus                   | Flowers            |
| 18 februari  | Miley Cyrus                   | Flowers            |
| 25 februari  | Miley Cyrus                   | Flowers            |
| 4 maart      | Miley Cyrus                   | Flowers            |
| 11 maart     | Miley Cyrus                   | Flowers            |
| 18 maart     | Miley Cyrus                   | Flowers            |
| 25 maart     | Dawid Podsiadło               | Mori               |
| 1 april      | Dawid Podsiadło               | Mori               |
| 8 april      | Dawid Podsiadło               | Mori               |
| 15 april     | Dawid Podsiadło               | Mori               |
| 22 april     | Måneskin & Tom Morello        | Gossip             |
| 29 april     | Latto & Lu Kala               | Lottery            |
| 6 mei        | Latto & Lu Kala               | Lottery            |
| 13 mei       | Latto & Lu Kala               | Lottery            |
| 20 mei       | Latto & Lu Kala               | Lottery            |
| 27 mei       | Fast Boy & Topic              | Forget You         |
| 3 juni       | P!nk                          | Trustfall          |
| 10 juni      | P!nk                          | Trustfall          |
| 17 juni      | Męskie Granie Orkiestra 2023  | Supermoce          |
| 24 juni      | Męskie Granie Orkiestra 2023  | Supermoce          |
| 1 juli       | Michael Schulte & R3hab       | Waterfall          |
| 8 juli       | Męskie Granie Orkiestra 2023  | Supermoce          |
| 15 juli      | Męskie Granie Orkiestra 2023  | Supermoce          |
| 22 juli      | Męskie Granie Orkiestra 2023  | Supermoce          |
| 29 juli      | Daria Zawiałow                | Fifi Hollywood     |
| 5 augustus   | Måneskin                      | Baby Said          |
| 12 augustus  | Męskie Granie Orkiestra 2023  | Supermoce          |
| 19 augustus  | The Kolors                    | Italodisco         |
| 26 augustus  | The Kolors                    | Italodisco         |
| 2 september  | Margaret                      | Tańcz głupia       |
| 9 september  | The Kolors                    | Italodisco         |
| 16 september | The Kolors                    | Italodisco         |
| 23 september | Smolasty & Doda               | Nim zajdzie słońce |
| 30 september | Smolasty & Doda               | Nim zajdzie słońce |
| 7 oktober    | Smolasty & Doda               | Nim zajdzie słońce |
| 14 oktober   | Kwiat Jabłoni                 | Od nowa            |
| 21 oktober   | Smolasty & Doda               | Nim zajdzie słońce |
| 28 oktober   | Smolasty & Doda               | Nim zajdzie słońce |
| 4 november   | Smolasty & Doda               | Nim zajdzie słońce |
| 11 november  | Daria Zawiałow                | Z Tobą na chacie   |
| 18 november  | Daria Zawiałow                | Z Tobą na chacie   |
| 25 november  | Daria Zawiałow                | Z Tobą na chacie   |
| 2 december   | Ofenbach & Norma Jean Martine | Overdrive          |
| 9 december   | Ofenbach & Norma Jean Martine | Overdrive          |
| 16 december  | Lanberry & Tribbs             | Dzięki, że jesteś  |
| 23 december  | Ofenbach & Norma Jean Martine | Overdrive          |
| 30 december  |                               |                    |